# Feldbach (Francja)
Feldbach – miejscowość i gmina we Francji, w regionie Grand Est, w departamencie Górny Ren.
Według danych na rok 1990 gminę zamieszkiwały 374 osoby, 75 os./km².